# Харви Милк
Харви Бернард Милк (енгл. Harvey Bernard Milk; Вудмир, Њујорк, САД, 22. мај 1930 — Сан Франциско, Калифорнија, САД, 27. новембар 1978) је био амерички политичар који је постао први јавно декларисани геј мушкарац који је изабран на јавну функцију у Калифорнији на непосредним изборима, након што је победио на изборима за члана Одбора супервизора Сан Франциска. Политика и геј активизам нису били његови рани интереси, а он сам није био отворен о својој хомосексуалности и није учествовао у политичким и грађанским стварима све до шесте деценије 20. века, и својих искустава у контракултури тог времена.
Милк се 1972. преселио из Њујорка у Сан Франциско, за време процеса миграције геј мушкараца у округ Кастро. Ту је искористио растућу политичку и економску моћ четврти и започео политичку каријеру. Три пута се неуспешно кандидовао за јавну функцију, међутим његове позоришне кампање доносиле су му све већу популарност. Године 1977. победио је на изборима за градског супервизора, што је била последица ширих друштвених промена у граду.
Милк је на функцији остао 11 месеци и заслужан је за доношење нове уредбе која је снажније штитила геј права у граду. Дана 27. новембра 1978, Милка и градоначелника Џорџа Москона убио је Дан Вајт, градски супервизор који је поднео оставку али се касније предомислио и тражио да му се врати посао. Избор Милка за супервизора је био последица промена у политици Сан Франциска и још их је више убрзао. Атентат и догађаји који су уследили након њега резултат су континуираних идеолошких сукоба у граду.
Упркос својој краткој каријери у политици, Милк је, по мишљењу професора на Универзитету у Сан Франциску Питера Новака, постао икона Сан Франциска и „мученик за геј права“. Године 2002, Милк је назван „најпознатијим и најзначајнијим отвореним ЛГБТ званичником икада изабраним у Сједињеним Америчким Државама“. Ен Кроненберг, његова менаџерка кампање, написала је о њему: „Оно што одваја Харвија од мене или вас јесте чињица да је био визионар, замишљао је праведан свет, а затим је радио на томе да га створи у стварности, за све нас.“ Милку је постхумно, 2009. године, додељена Председничка медаља слободе.

## Детињство и младост
Милк је рођен у Вудмиру, на Лонг Ајленду у Њујорку. Његови родитељи су били Јевреји литванског порекла, Вилијам Милк и Минерва Кернс. Његов деда Морис Милк био је власник робне куће који је помогао да се направи прва синагога у области. Као дечака, Харвија су често задиркивала друга деца јер је имао „клемпаве“ уши, велики нос, и превелике ноге, те је често привлачио пажњу, поставши нека врста „разредног кловна“. У школи је играо фудбал и развио страст за оперу. Као тинејџер је прихватио своју хомосексуалност, али је то била пажљиво чувана тајна. Испод његовог имена у средњошколском годишњаку је писало: „Глимпи Милк - а кажу да женама никада не понестане речи.“
Милк је 1947. дипломирао у средњој школи Беј Шор у Беј Шору, Њујорк, након чега је похађао Њујоршки државни колеџ за наставнике у Албанију (данас Државни универзитет Њујорка у Олбанију), смер математика, од 1947. до 1951. Писао је за новине колеџа и стекао репутацију друштвеног, пријатељског студента. Нико од његових пријатеља у средњој школи или колеџу није сумњао да је био геј. Један његов школски друг се сећа: „никада се о њему није мислило као о могућем „квиру“ - тако смо их звали тада - био је „мушки мушкарац““.

### Рана каријера
Након дипломирања, Милк се придружио Морнарици Сједињених Америчких Држава за време Корејског рата. Служио јер на броду за спашавање подморница Китивејк као официр роњења. Касније је пребачен у поморску базу у Сан Дијегу где је служио као инструктор роњења. Године 1955, отпуштен је из морнарице као поручник млађег ранга.
Милково детињство и младост обележиле су честе промене, у позним годинама ће радо говорити о својој метаморфози од јеврејског дечака из средње класе. Почео је да предаје у школи „Џорџ Хјулит“ на Лонг Ајленду. Године 1956, срео је Џоа Кембела на плажи „Јаков рис парк“, популарној локацији за геј мушкарце у Квинсу. Кембел је био седам година млађи од Милка, који га је одмах завео. Чак и након што су се преселили и почели да живе заједно, Милк је писао Кембелу романтичне песме. Пошто им је живот у Њујорку постао досадан, одлучили су да се преселе у Далас, али ни тамо нису били задовољни па су се вратили у Њујорк, где је Милк добио посао статистичара у осигуравајућој компанији. После скоро шест година које су провели заједно, Кембел и Милк су се растали. Касније ће се испоставити да је то била његова најдужа веза.
Милк је покушавао да одвоји свој рани љубавни живот од породице и посла. Пошто му је било досадно самом у Њујорку, размишљао је да се пресели у Мајами и да ожени пријатељицу лезбијку да би се „међусобно покривали и не би стајали једно другом на путу“. Међутим, одлучио је да остане у Њујорку, где је тајно тражио нову везу. Године 1962, Милк је започео романтичну везу са десет година млађим Крегом Родвелом. Иако му се Родвел јако свиђао, те га је свако јутро будио позивима и слао му љубавне поруке, Милку се није свиђало то што је Родвел био члан њујоршког Друштва маташајн, геј активистичке организације. Родвел је ускоро ухапшен због шетње на плажи Јаков рис парк и оптужен за изазивање немира и недолично излагање (закон је захтевао да се купаћи костими за мушкарце протежу од изнад пупка до испод бутина), те је провео три дана у затвору. Убрзо се ова веза завршила јер је Милк постао узнемирен због Родвелове тенденције да долази у сукоб са полицијом.
Милк је изненада престао да ради у осигуравајућој фирми и постао истраживач у компанији са Вол стрита „Bache & Company“. Много пута је био унапређен упркос томе што је имао склоност да увреди старије чланове фирме игнорисањем њихових савета и да се размеће својим успехом. Иако је био вешт у свом послу, сарадници су осетили да Милково срце није било на послу. Започео је романтичну везу са Џеком Галеном Макинлијем, и убедио га да 1964. раде у председничкој кампањи конзервативног републиканца Берија Голдвотера. Њихова веза је била проблематична: Макинли је био склон депресији и често је претио да ће починити самоубиство ако му Милк не посвети довољно пажње. Да би направио поенту, Милк га је одвео у болницу где је био његов бивши љубавник, Џо Кембел, који се опорављао од покушаја самоубиства након што га је оставио љубавник, човек по имену Били Сипл. Милк је остао у пријатељским односима са Кембелом, који је ушао у авангардну уметничку сцену Гринвич вилиџа, али није схватао зашто је Кембелова потиштеност била довољан разлог да размишља о самоубиству.

### Успон Улице Кастро
Долина Еурека у Сан Франциску, где се укрштају улице Маркет и Кастро, је деценијама била ирска радничка католичка четврт и упориште парохије Пресветог искупитеља. Међутим, почетком шездесетих младе породице су напустиле четврт и преселиле се у приградска насеља заливске области, а економија града је ослабила јер су многе фабрике пресељене на јефтиније локације у близини. Градоначелник Џозеф Алиото, поносан на своје порекло и симпатизере из радничке класе, заснивао је своју политичку каријеру на привлачењу предузетника и довођењу римокатоличког бискупа у град. Многи радници, међу којима и многе Алиотове присталице, изгубили су своја радна места, јер су велике корпорације које су се бавиле услужним делатностима замењивале фабрике и лучке послове. У Сан Франциску - „граду четврти“, децентрализованом граду са етничким енклавама од којих је свака окруживала своју главну улицу, почеле су демографске промене.
Центар града се све више развијао, а последице су осећале четврти изван центра, укључујући и Кастро. Већина продавница парохије Пресветог Искупитеља је затворена, а куће су напуштене и запечаћене. Године 1963, цена некретнина је пала јер је највећи део породица из радничке класе покушао да прода своје куће након отварања геј бара у близини. Хипици, привучени идеалом слободне љубави области Хејт-Ешбури, а који нису жељели да се населе у самој области због велике стопе криминалитета, купили су неке од јефтиних викторијанских кућа.
Након завршетка Другог светског рата, велики лучки град Сан Франциско је постао дом значајном броју геј мушкараца који су избачени из војске, и који су одлучили да остану у граду радије него да се врате у своја родна места и суоче са одбацивањем. До 1969. године, у Сан Франциску је било више геј особа у односу на број становника него у било којем другом америчком граду. Када је Национални институт за ментално здравље затражио од Кинсијевог института да анкетира хомосексуалце, институт је изабрао Сан Франциско као место истраживања. Милк и Макинли били су међу хиљадама геј мушкараца које је привукао Сан Франциско. Макинли је радио за Тома О’Хоргана, режисера који је каријеру започео у експерименталном позоришту, али је убрзо завршио у много већој бродвејској продукцији. У Сан Франциско су дошли 1969, када су глумци са Бродвеја изводили мјузикл Hair. Макинлију је ускоро понуђен посао у Њујорку у продукцији мјузикла Исус Христ суперстар, те се њихова бурна веза тада завршила. Град се Милку толико свидео да је одлучио да остане, а запослио се у инвестиционој компанији. Године 1970, све више фрустриран политичком климом после америчке инвазије на Камбоџу, Милк је пустио косу. Када су му у компанији рекли да је скрати, одбио је и тада је добио отказ.
Милк се селио из Калифорније, преко Тексаса, до Њујорка, без сталног посла или плана. У Њујорку се запослио у О’Хоргановом позоришту као „општи помоћник“. Био је сарадник продуцента за мјузикле Lenny и Inner City, који је режирао Ив Меријам. Један чланак Њујорк тајмса о О’Хоргану описао је Милка као „човека тужних очију, још једног остарелог хипија са дугом, дугом косом, који носи избледеле фармерке и перле“. Крег Родвел је прочитао овај опис и питао се да ли је могуће да се ради о истој особи. Један од Милкових пријатеља са Волстрита био је забринут за њега јер му се чинило да нема никакав план нити будућност, али се сећа Милковог расположења: „Мислим да је био срећнији него у било ком другом тренутку његовог живота који сам ја видео“.
Милк је упознао 18 година млађег Скота Смита, и започео још једну везу. Милк и Смит су се вратили у Сан Франциско, где су живели од новца који су уштедели. У марту 1973, након што је ролна филма коју су оставили у једној радњи уништена, Милк и Смит су отворили фотографску радњу у улици Кастро са својих последњих 1.000 долара уштеђевине.

### Убиство
Дана 10. новембра 1978. Ден Вајт, члан надзорног одбора Сан Франциска, поднео је оставку на функцију. Неколико дана касније, Вајт је повукао своју оставку. Градоначелник Сан Франциска Ђорђо Москоне је првобитно пристао да се Вајт врати на стару позицију, али након даљег разматрања и савета других чланова надзорног одбора одлучио да именује неког ко је припадник друге етничке групе.
Градоначелник Москоне је планирао да објави смену Вајта 27. новембра 1978. Пола сата пре конференције за штампу, Вајт је ушао у Градску већницу кроз подрум, како би избегао метал детектор и унео пиштољ. Отишао је право у канцеларију градоначелника. Сведоци су чули свађу и након неколико хитаца из пиштоља. Вајт је потом кренуо ка својој бившој канцеларији и успут срео Милка, који је био у то време био такође у надзорном одбору Градског већа Сан Франциска. Убрзо након Милк је пронађен мртав како лежи на поду. Био је упуцан са пет хитаца, од којих су два била у главу.
Кроз сат времена, Вајт је позвао своју жену из оближњег ресторана. Нашли су се у цркви, и заједно отишли до полицијске станице где се Вајт предао и признао убиство. Те вечери, испред Градске већнице, окупило се између 25.000 до 40.000 људи и положило цвеће.